# Maximilian Fischer
Maximilian Fischer (7 juni 1929-15 juni 2019) was een Oostenrijkse entomoloog gespecialiseerd in vliesvleugeligen (Hymenoptera) in het bijzonder de schildwespen (Braconidae).
Fischer was curator van de Hymenoptera-collectie van het Naturhistorisches Museum van Wenen van 1955 tot 1994. Hij heeft meer dan 1000 nieuwe soorten schildwespen beschreven in meer dan 300 publicaties.

## Uitgegeven werken
- Handbuch der Zoologie, Entomologie
- Das Tierreich, Wirbellose Tiere

## Wetenschappelijke eretekenen
- Kardinal-Innizer-Preis
- Theodor-Körner-Preis
- Dr. Adolf Schärf Preis
- Förderungspreis des Landes Nieder-Österreich
- Förderungspreis der Dr. Lorenz Karall Stiftung (Burgenland)
- samen met dr. P.P. Babiy: E. Tratz Stiftungspreis (Salzburg)
- Goldenes Ehrenzeichen für Verdienste der Republik Österreich
- Goldenes Ehrenkreuz für Wissenschaft und Kunst